# إدوارد برانزفيلد
إدوارد برانزفيلد (بالإنجليزية: Edward Bransfield)‏ (مواليد حوالي 1785 – توفي 31 أكتوبر 1852) هو بحَّار أيرلندي ترقى ليصبح ضابطاً في البحرية الملكية البريطانية حيث ألتحق بالبحرية الملكية حين كان سن الثامنة عشر من العمر في أيرلندا. يعود إلى برانزفيلد الفضل في استكشاف أجزاء من القارة القطبية الجنوبية فهو من كان قد لمح شبه جزيرة ترينيتي في شهر يناير من عام 1820.

## مطلع حياته
ولد إدوارد برانزفيلد في قرية بالينكرا بمقاطعة كورك الأيرلندية حوالي عام 1785. لا يعرف الكثير عن حياة عائلة إدوارد أو عن مطلع حياته ولكن يسود الاعتقاد عن أن آل برانزفيلد كانوا من العائلات الكاثوليكية المرموقة. فربما كان بحوزة آل برانزفيلد ما يكفي من المال حتى استطاعوا تسديد المصاريف التي تطلبها تعليم إدوارد ولكن ما قد يكون أكثر ترجيحاً للحصول هو حضور إدوارد لمدرسة محلية غير مرخصة بسبب قوانين العقوبات المفروضة آنذاك. قام البحَّارة البريطانيون بإزالة برانزفيلد والذي كان حينها في الثامنة عشر من عمره من قارب الصيد الخاص بوالده وقاموا بإلحاقه بالبحرية الملكية البريطانية بتاريخ 2 يونيو عام 1803.
بدأ برانزفيلد العمل كبحّار على متن السفينة الخطية الكبيرة «إتش إم إس فيل دو باريس» المزودة بمئة وعشرة مدفع، وتشارك السكن على متنها مع ويليام إدوارد باري الذي كان حينها في الثانية عشر من عمره والذي اشتهر فيما أبعد كرائد آخر من رواد الاستكشاف القطبي. خضع برانزفيلد للتقييم كبحّار قادر عام 1805. وتم تعيينه للعمل على متن السفينة الكبيرة المزودة بمئة وعشرة مدافع «إتش إم إس ويال سوفرين» (والتي شاركت في معركة طرف الغار عام 1805). ولقد تمت ترقيته على التتالي حيث رُفِّع عام 1806 إلى رتبة بحّار قادر، ومن ثم تمت ترقيته إلى رتبة أعلى منها عام 1808، ومجدداً عام 1808، ومن ثم في عام 1809، وتمت ترقيته مجدداً عام 1811. وبحلول عام فقد كان قد بلغ برانزفيلد رتبة «سيد ثاني»، وتمت ترقيته خلال نفس العام مجدداً إلى رتبة أعلى للخدمة على متن الحراقة «إتش إم إس غولدفينتش» المزودة بعشرة مدافع.
خدم برانزفيلد كسيد على عدة سفن من الرتبة الخامسة لمدة وجيزة خلال الفترة ما بين عام 1814 وعام 1816. وعُيّن سيداً على سفينة «إتش إم إس سيفرن» من الرتبة الرابعة والمزودة بخمسين مدفعاً بتاريخ 21 فبراير عام 1816، والتي قادها في مواجهة قصف الجزائر.
عُيّن خلال شهر سبتمبر من عام 1817 سيداً على سفينة «إتش إم إس أندروماش» التي قادها الكابتن ويليام هنري شيريف. وكان خلال أدائه للخدمة في هذه الجولة قد وُضِعَ للعمل في محطة المحيط الهادئ التابعة للبحرية الملكية بالقرب من مدينة فالبارايسو بتشيلي.

## الاستكشاف في القارة القطبية الجنوبية

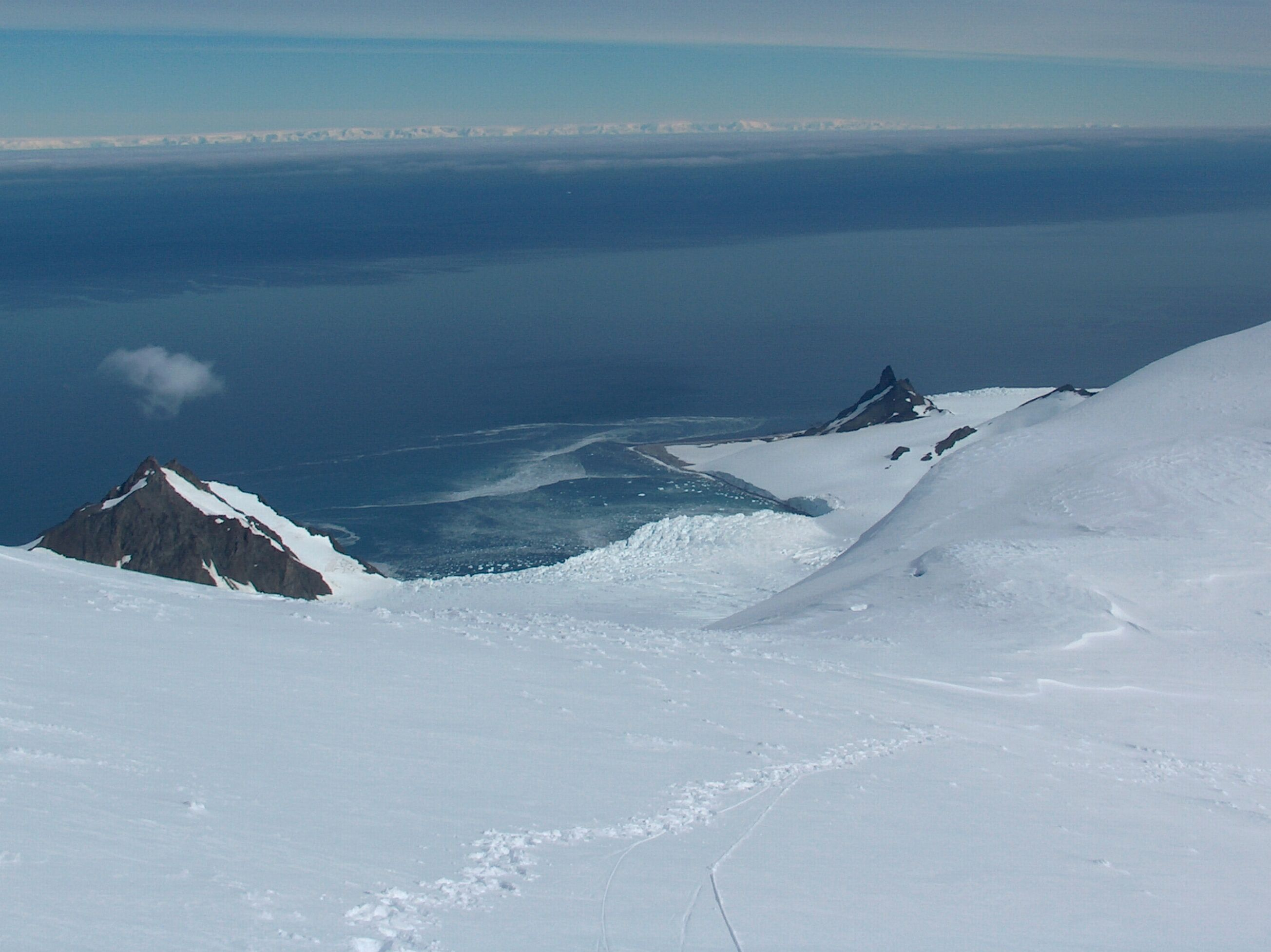
مضيق برانزفيلد من جبال تانغرا في جزيرة ليفينغستون وتظهر شبه الجزيرة القطبية الجنوبية في الخلفية

أبحر جيمس كوك مجتازاً الدائرة القطبية الجنوبية خلال عام 1773 مشيراً بفخر إلى هذه الحقيقة في مذكراته قائلاً أنه كان: 
 وطاف بحراً حول القارة القطبية الجنوبية خلال السنة التالية حتى أنهُ بلغ دائرة عرض 71 درجة 10' قبل أن يعيده الجليد. كانت رحلة كوك هذه حينذاك أبعد رحلة قام بها إنسان باتجاه جنوب الأرض.
وعلى الرغم من عدم رؤية كوك للقارة القطبية الجنوبية إلَّا أنه استطاع من خلال هذه الرحلة دحض الأساطير والمزاعم التي كانت مستشرية حينها والقائلة بوجود قارة آهلة بالسكان محيطة بالقطب الجنوبي. وهكذا فقد فقدت الأميرالية البريطانية اهتمامها بمنطقة القطب الجنوبي، وأدارت اهتمامها إلى البحث عن الممر الشمالي الغربي. وانقضى نصف قرن تقريباً حتى تعمق أحد آخر بذات القدر الذي بلغه كوك باتجاه جنوب أصقاع الأرض.
تعرضت سفينة الكابتن الإنجليزي ويليام سميث واسمها «ويليامز» أثناء طوافها حول رأس هورن خلال عام 1819 إلى رياح عاتية معاكسة ساقتها صوب الجنوب ليكتشف أرخبيل ما يُعرف الآن بجزر شتلاند الجنوبية. ومع وصول أخبار اكتشاف هذا الأرخبيل إلى مدينة فالبارايسو في تشيلي كان الكابتن شيريف من البحرية الملكية البريطانية قد ارتأى وجوب التحقيق في الأمر أكثر. فسمح لسفينة «ويليامز» وعيَّن برانزفيلد ضابيطن بحريين اثنين وجرّاح لإجراء مسح على هذه الجزر المكتشفة حديثاً. في حين ظل الكابتن ويليام سميث على ظهر السفينة مرشداً عليها.
بلغ برانزفيلد وسميث جزر شتلاند الجنوبية بعد رحلة قصيرة وهادئة في المحيط الجنوبي. نزل برانزفيلد على جزيرة الملك جورج وأخذ ملكيتها رسمياً بالنيابة عن الملك جورج الثالث (الذي كان قد توفي قبل يوم واحد في 29 يناير عام 1820). وأكمل برانزفيلد إبحاره باتجاه الجنوب الغربي ومرّ من جزيرة ديسبشن التي لم يحاول استطلاعها أو توثيقها جغرافياً. وعبروا مع اتجاههم صوب الجنوب ما يُعرف الآن بمضيق برانزفيلد (سمَّاه جيمس ويديل على اسمه تكريماً عام 1822). ولمح شبه جزيرة ترينيتي الواقعة في أبعد نقطة شمالية من البر الرئيسي للقارة القطبية الجنوبية يوم 30 يناير عام 1820.
وقبل يومين فقط من ذلك رأى المستكشف الروسي فابيان غوتليب فون بيلينغسهاوزن يوم 28 يناير عام 1820 شريطاً ساحلياً جليدياً يُعرف الآن أنهُ يشكل جزءاً من شرق القارة القطبية الجنوبية. ولذلك يعتبره بعض المؤرخين (مثل المؤرخ القطبي البريطاني أيه جي إي جونز) مكتشف القارة على أساس ما لمحه بيلينغسهاوزن من هذا الشريط الساحلي للقارة القطبية الجنوبية والإحداثيات التي سجلّها في سجله.
كتب برانزفيلد ملاحظات في سجله الخاص عن وجود جبلين اثنين شاهقي العلو مغطيين بالثلوج وأحدهما هو ما يُعرف الآن بجبل برانزفيلد (سمَّاه دومون دو أورفيل على اسمه تكريماً له).
أبحر برانزفيلد بمحاذاة طرف الغطاء الجليدي باتجاه إلى الشمال الشرقي بعد توثيقه الجغرافي لقسم من شبه جزيرة ترينيتي ليكتشف عدة نقاط على جزيرة إلفانت وجزيرة كلارنس والتي أدَّعى كذلك سيادتها رسمياً للتاج البريطاني. لم يقم بالإبحار حول جزيرة إلفانت ولم يطلق عليها أي اسم (حيث أن اسمها باللغة الإنجليزية يعني «جزيرة الفيل» في إشارة إلى فيلة البحر). في حين قام بتوثيق جغرافي كامل لجزيرة كلارنس.
وأعطى برانزفيلد خرائطه الجغرافية وسجل ملاحظاته حين عاد إلى فالبارايسو إلى الكابتن شيريف التي أوصلها إلى الأميرالية. وما زالت الخرائط الأصلية من هذه الرحلة موجودة في القسم الهيدروغرافي في بلدة تونتون بمقاطعة سومرست الإنجليزية، إلَّا أن ملاحظات برانزفيلد كانت قد فقدت. ويبدو أن الأميرالية كانت ما زالت مهتمة بالبحث عن الممر الشمالي الغربي. ولكن نُشر سردان اثنين لرحلة برانزفيلد التاريخية خلال عام 1821. وكذلك اكتشف سجل أحد الضباط البحريين ويدعى تشارلز بوينتر في نيوزيلندا والتي نُشرت في وقت لاحق بتحرير ريتشارد كامبل.

## وفاته
لا يُعرف سوى القليل عن بقية حياة برانزفيلد. وقد توفي بتاريخ 31 أكتوبر عام 1852 عن عمر 67 عاماً ودُفن في برايتون بإنجلترا. وقد عاشت زوجته أكثر منه لتدفن معه في نفس القبر بعد وفاتها عام 1863.

## الذكرى والتكريم
سُمي كل من جزيرة برانزفيلد (الواقعة ضمن مجموعة جزر جوينفيل) ومضيق برانزفيلد وجبل برانزفيلد وصخور برانزفيلد وأخدود برانزفيلد على اسمه تكريماً له عن استكشافاته في القارة القطبية الجنوبية.
أصدرت خدمة البريد الملكية البريطانية خلال سنة 2000 طابعاً تذكارياً في ذكرى برانزفيلد ولعدم وجود أي صورة توضح شكله الحقيقي فقد وضع على الطالب صورة لسفينة «آر آر إس برانزفيلد» القطبية الجنوبية على اسمه.
اكتشف قبر إدوارد برانزفيلد عام 1999 وهو في حالة متدهورة بأحد مدافن برايتون، وقد تم تجديده بتمويل من تبرع شيلا برانزفيلد، والتي كانت قد أنهت أطروحة الماجستير الخاصة بها عام 2002 حول اكتشاف القارة القطبية الجنوبية في معهد غرينتش البحري. تميز الحدث بحفل حضره العديد من الشخصيات البارزة.